# 马兰博
马兰博（法語：Marimbault，法語發音：[maʁɛ̃bo]）是法国吉伦特省的一个市镇，属于朗贡区。

## 地理
马兰博（44°24'37"N, 0°16'7"W）面积6.71 平方千米，位于法国新阿基坦大区吉倫特省，该省份为法国西南部沿海省份，是法國本土面积最大的省，北起滨海夏朗德省，西临大西洋，南至朗德省，东南接洛特-加龍省，东临多爾多涅省。
与马兰博接壤的市镇（或旧市镇、城区）包括：巴扎斯、贝尔诺斯-博拉克、屈多斯、利尼昂德巴扎斯、蓬佩雅克。

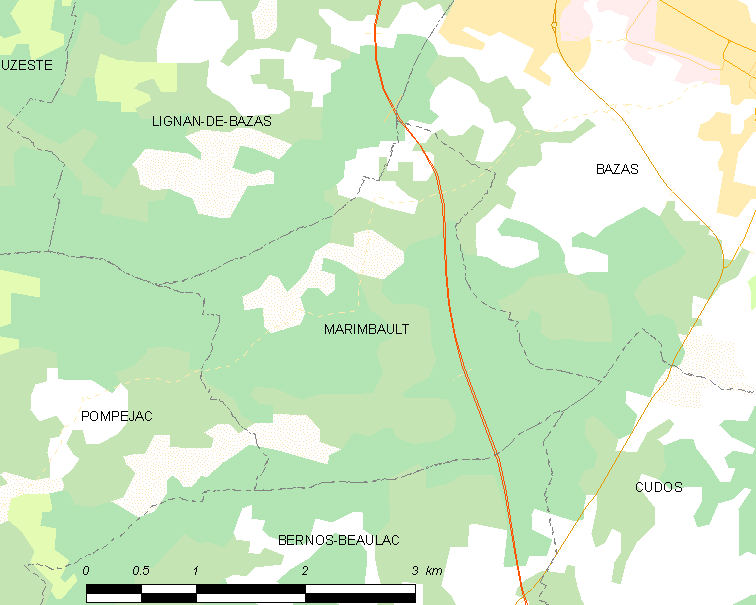
马兰博的OSM定位图

马兰博的时区为UTC+01:00、UTC+02:00（夏令时）。

## 行政
马兰博的邮政编码为33430，INSEE市镇编码为33270。

## 政治
马兰博所属的省级选区为南吉伦特县。

## 人口

1962-2008年间马兰博人口变化图示

马兰博于2022年1月1日时的人口数量为191人。